# Aeropuerto de Puerto Argentino/Stanley

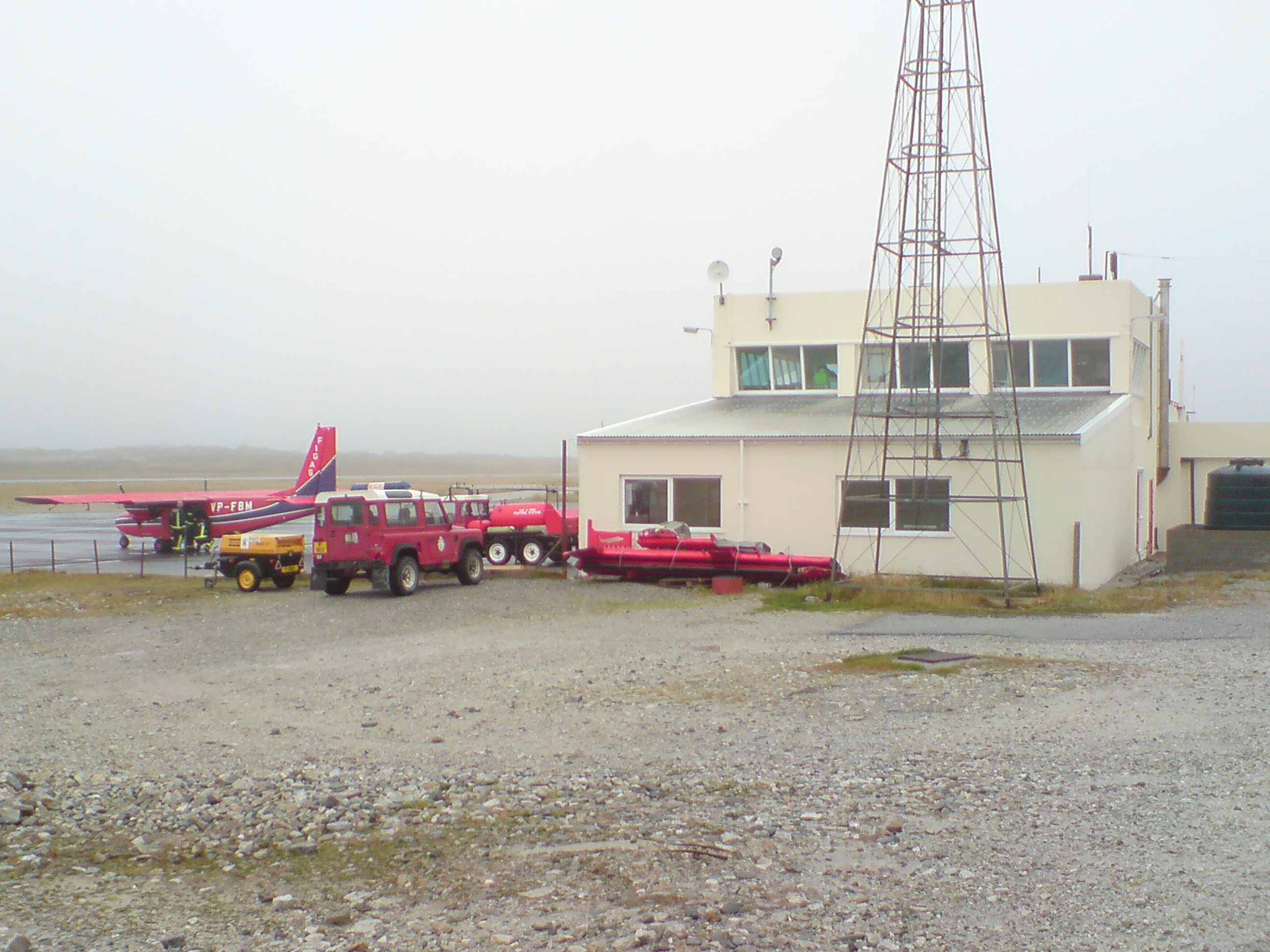
Otra vista de la terminal aérea.

El Aeropuerto de Puerto Argentino o Aeropuerto de Stanley (del inglés: Port Stanley Airport) (IATA: PSY - OACI: SFAL) es un aeropuerto ubicado a 3,2 km a las afueras de Puerto Argentino/Stanley. Es el único aeropuerto civil de las islas con una pista pavimentada. Sin embargo, la RAF Mount Pleasant, situada al oeste de Puerto Argentino, funciona como aeropuerto internacional de las islas, ya que tiene una pista más larga, mejores instalaciones y permite vuelos civiles. 
La estación aérea es operada por el Gobierno de las Islas Malvinas, y es el hub de Servicio Aéreo del Gobierno de las Islas Malvinas (FIGAS), que también es propiedad del gobierno isleño y realiza vuelos internos a distintos aeropuertos del archipiélago. Además, la Real Fuerza Aérea británica utiliza el aeropuerto para los vuelos de suministro y reforzar la guarnición militar británica cuando sea necesario y la British Antarctic Survey proporciona conexiones a bases británicas en la Antártida, transportando científicos, equipo auxiliar, comida y equipamiento durante los veranos.

## Historia
Antes del 15 de noviembre de 1972, no había ningún aeropuerto en las islas Malvinas con una pista pavimentada y todos los viajes a las islas tuvieron que realizarse en barco. Sin embargo, en la década de 1970, la Falkland Islands Company decidió retirar su buque de abastecimiento mensual de Montevideo, Uruguay, prefiriendo una conexión aérea al resto de Sudamérica.
En 1971, la Fuerza Aérea Argentina rompió el aislamiento de las islas a partir de vuelos anfibios provenientes de Comodoro Rivadavia con aeronaves Grumman HU-16 Albatross operadas por LADE, una línea aérea estatal de la Argentina.
En 1973, el Reino Unido firmó un acuerdo de comunicaciones con Argentina en el marco de las negociaciones para la transferencia de soberanía de las islas Malvinas. Argentina financió la construcción del aeropuerto. El cual fue construido por Eduardo Mujica. Los vuelos tuvieron lugar de nuevo desde Comodoro Rivadavia, esta vez con aeronaves Fokker F-28. Este servicio se mantuvo hasta el año 1982 y representó la única conexión con las islas. Al principio, estos vuelos aterrizaron en una pista de aterrizaje temporal en punta Hookers en el extremo este de la capital, donde la pista estaba construida de Encofrado perforado. Esta situación se mantuvo hasta 1978, cuando una tormenta destrozó grandes áreas de la pista, quedando inutilizable. A estas alturas parecía que una solución permanente estaba en la mano y el 1 de mayo de 1979 un nuevo aeropuerto fue inaugurado en la zona de Cabo San Felipe con una pista pavimentada de 1240 metros. Inmediatamente se convirtió en el hogar de FIGAS que opera con aeronaves DHC-2 Beaver y BN-2 Islander.

## Guerra de las Malvinas
Durante la guerra de las Malvinas de 1982, la Argentina ocupó el aeropuerto, y organizó la Base Aérea Militar Malvinas. La Fuerza Aérea Argentina fue incapaz de poner sus aviones de combate más avanzados en la base debido a que la pista es relativamente corta, y por el riesgo de un ataque de los británicos. Sin embargo, los FMA IA-58 Pucará de la Fuerza Aérea Argentina, y los Aermacchi MB-339 y T-34 Mentor de la Armada Argentina para apoyo cercano y reconocimiento aéreo se basaron en el aeropuerto. Todos ellos enfrentaron a las Fuerzas Armadas británicas.
El 1 de mayo de 1982, la Real Fuerza Aérea británica empezó a bombardear el aeropuerto con la Operación Black Buck y varios otros allanamientos fueron realizados por embarcadores Harriers. A lo largo del conflicto, las instalaciones aeroportuarias fueron atacadas con 237 bombas, 1200 proyectiles lanzados por barcos de la Marina Real y 16 misiles. Sin embargo, nunca dejó de funcionar por completo. C-130 Hércules, L-188 Electra y Fokker F-28 en vuelos de transporte nocturno, llevaron suministros, armas, vehículos y combustibles, y trasladaron heridos hasta el final del conflicto. Los argentinos dejaban la pista cubierta de montones de tierra durante el día, causando que la inteligencia británica suponga que las reparaciones estaban todavía en curso. Los cráteres estaban hechos de montones de tierra colocadas allí por los argentinos para que se vea como si la pista estuviese dañada. Este engaño indujo al error a los británicos en cuanto a la condición de la pista de aterrizaje y al éxito de sus incursiones.
Después de la guerra, la Real Fuerza Aérea tomó el aeropuerto y cambió su nombre por RAF Stanley. Inmediatamente después del conflicto, la defensa aérea de las islas y la guarnición quedó a cargo de Sea Harrier FRS.1 y Harrier GR.3 desde el aeropuerto y desde el portaaviones, HMS Invincible, como patrulla. La pista se amplió, fue pavimentada con tablones de aluminio y se instalaron equipos de pararrayos para permitir la operación de algunos cazas F-4 Phantom II del 29.º Escuadrón de la RAF, los cuales se encargaron de la defensa aérea de las islas en octubre de 1982. La unidad fue conocida como "PhanDet" hasta finales de 1983, cuando el destacamento alcanzó el estatus de escuadra tras ser relevada por el 23.º Escuadrón de la RAF (el 29.º Escuadrón regresó a su asiento habitual en RAF Wattisham en el Reino Unido). El destacamento Harrier («HarDet») fue rebautizado como 1453 Flight RAF (Escuadrilla 1453 de la RAF) y se mantuvieron en la RAF Stanley en espera de proporcionar defensa aérea, en caso de vientos cruzados excesivos, hasta que la base de Monte Agradable fue inaugurada en 1985. Además, la gran gama de aviones de transporte Hércules del 1312 Flight RAF, residente en la RAF Stanley, proporcionó apoyo petrolero para los cazas Phantom II y transporte para tareas locales en las islas Georgia del Sur.
En 1985, la Base Aérea de Monte Agradable abrió y en abril de 1986 el Aeropuerto de Puerto Argentino regresó a uso civil. El tablaje de aluminio temporal se eliminó con la ampliación de la pista, dejándola hasta su longitud actual. Aunque llegaron al aeropuerto vuelos desde Chile realizados por la aerolínea regional Aerovías DAP a principios de la década de 1990, para los servicios internacionales se ha utilizado parte de la Base de Monte Agradable desde que abrió.

## Aerolíneas y destinos

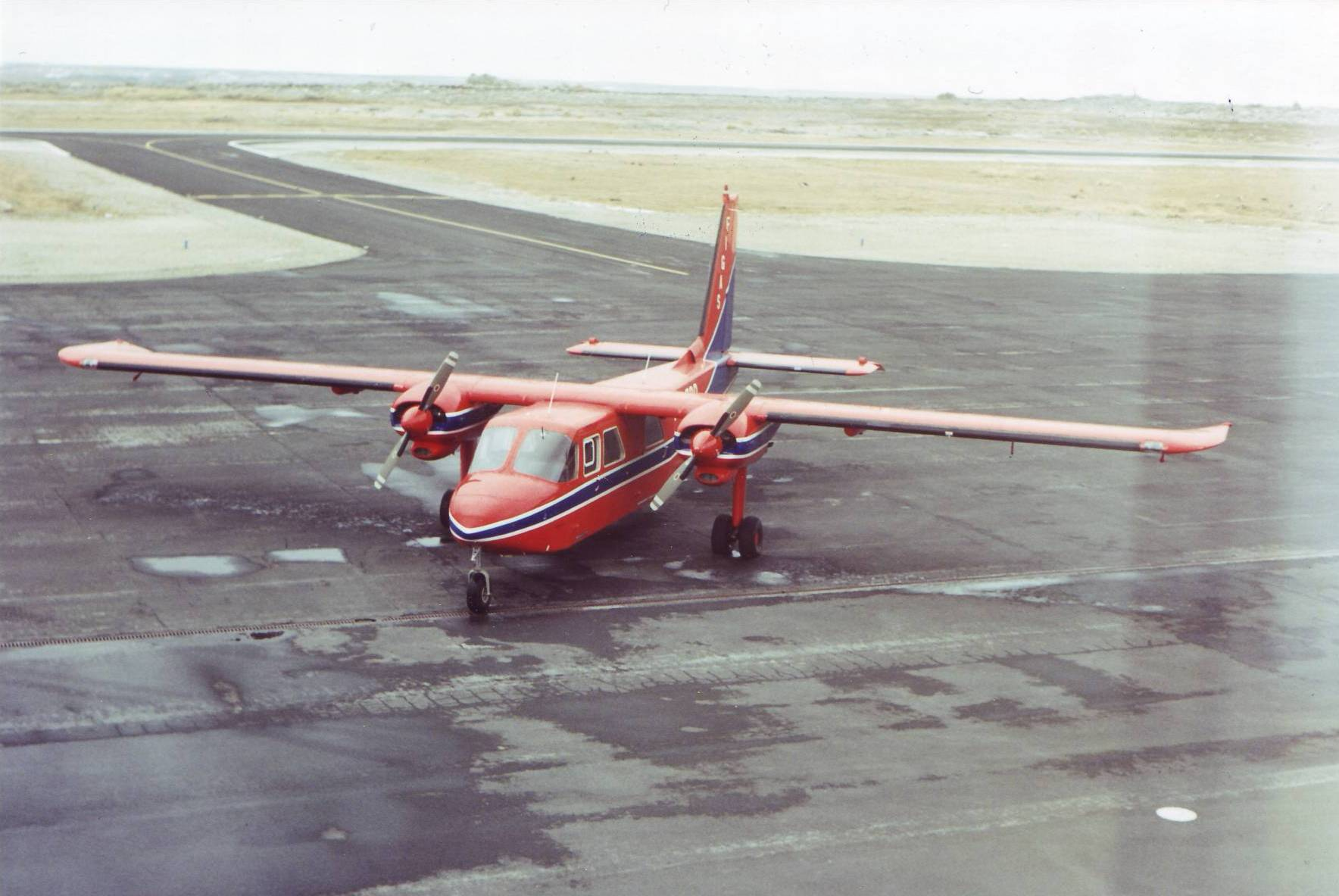
Britten-Norman Islander de FIGAS en el aeropuerto

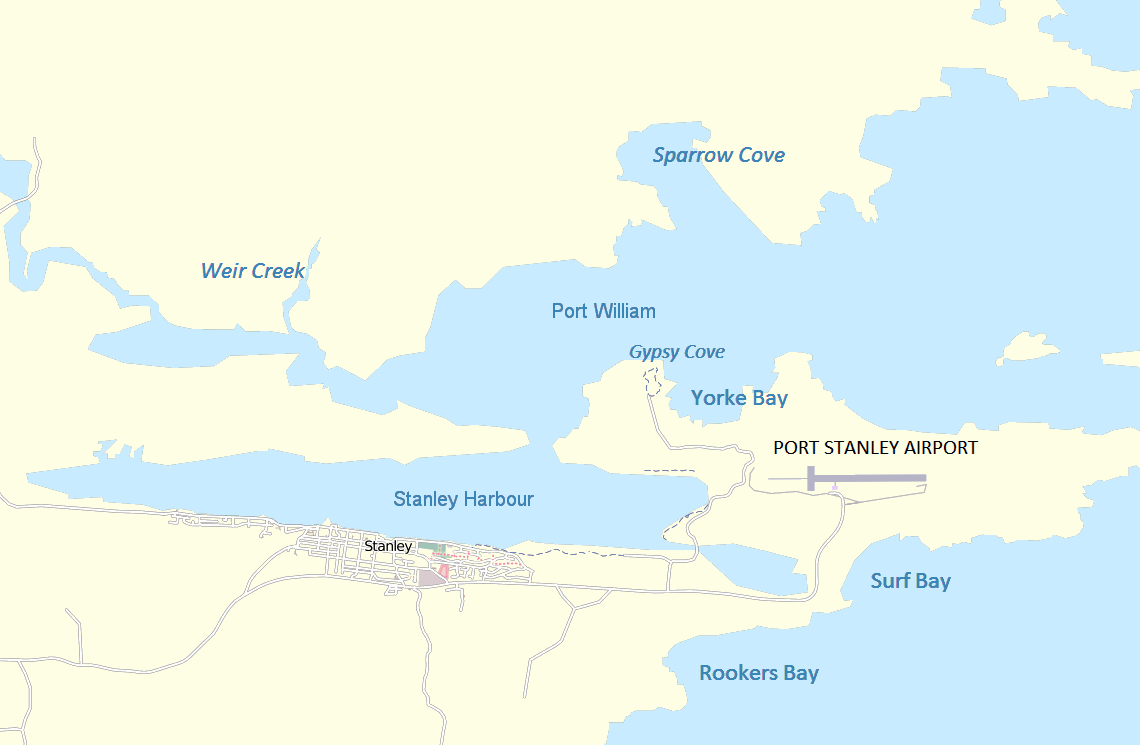
Mapa mostrando el aeropuerto y el área circundante.

- FIGAS[6]

- - Isla María
  - Darwin
  - Estación Douglas
  - Isla Jorge
  - Isla Bougainville
  - Monte Agradable
  - Brazo Norte
  - Puerto San Carlos
  - Salvador
  - San Carlos
  - Isla de los Leones Marinos
  - Isla Águila

- - Bahía Santa Eufemia
  - Isla del Rosario
  - Chartres
  - Director Dunnose
  - Bahía Fox
  - Caleta de la Colina
  - Puerto Calderón
  - Puerto Edgardo
  - Puerto Mitre
  - Puerto Stevens
  - Ensenada Roy
  - Isla Trinidad
  - Arroyo Walker
  - Isla San José

- BAS[7]
  - Base Rothera, Antártida / Aeródromo de Punta Rothera

### Aerolíneas y destinos que cesaron operaciones
- LADE
  - Comodoro Rivadavia / Aeropuerto Internacional General Enrique Mosconi

- Aerovías DAP
  - Punta Arenas / Aeropuerto Internacional Presidente Carlos Ibáñez del Campo
  - Santiago / Aeropuerto Internacional Arturo Merino Benítez (vía PUQ)